# Jamnica (województwo małopolskie)
Jamnica – wieś w Polsce położona w województwie małopolskim, w powiecie nowosądeckim, w gminie Kamionka Wielka. Jamnica leży nad potokiem Jamniczka.
W latach 1973–1977 w gminie Nowy Sącz. 2 lutego 1977 północną część Jamnicy (80 ha) włączono do Nowego Sącza, a pozostałą część Jamnicy do gminy Chełmiec. 1 kwietnia 1983 Jamnicę (bez przysiółka Kunów, który pozostał w gminie Chełmiec) włączono do gminy Kamionka Wielka. 
W latach 1975–1998 miejscowość administracyjnie należała do województwa nowosądeckiego.
Jamnica powstała z Kunowa, z którym sąsiaduje.
Sąsiedzi Jamnicy to:
- Kamionka Mała
- Kamionka Wielka
- Mystków
- Kunów
- Nowy Sącz

Na przełomie XX i XXI w. część Jamnicy została włączona administracyjnie do Nowego Sącza.
Dawniej Jamnica leżała także nad rzeką Kamionka u podnóża Małej Góry. Wieś została podzielona wzdłuż linii kolejowej.
Obecnie Jamnica leży po wschodniej stronie linii kolejowej nr 96 (Tarnów – Leluchów) i na górach jamnickich.
We wsi znajduje się szkoła podstawowa.